# Ubicuitină

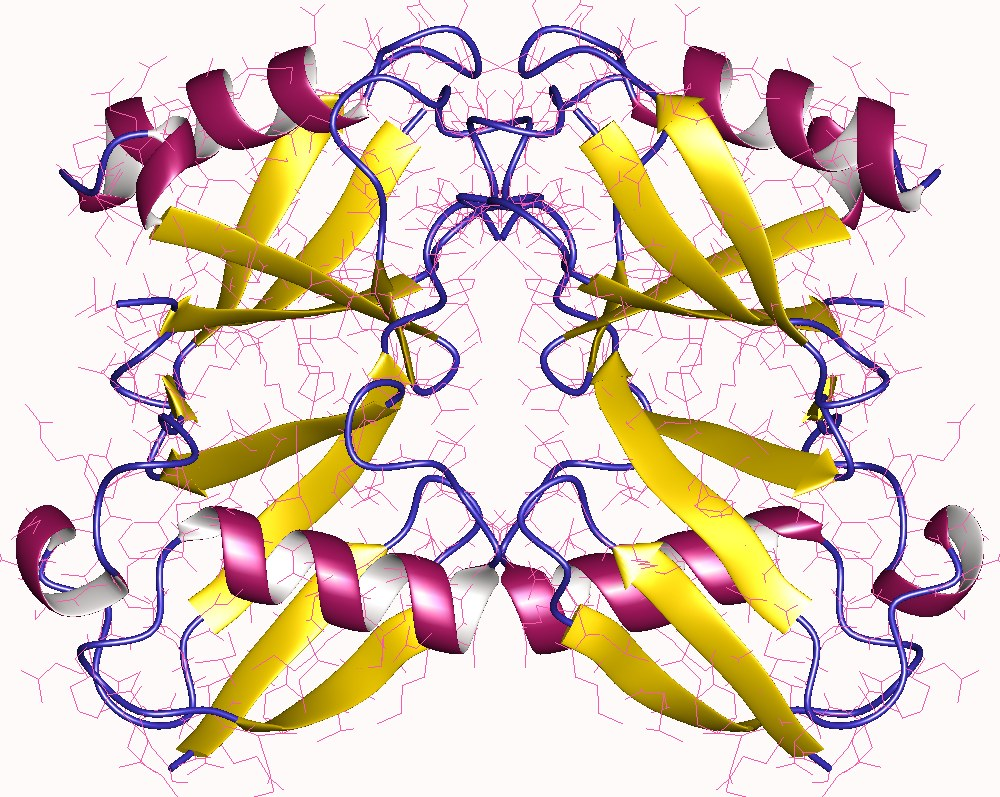
Ubicuitina

Ubicuitina (din latina ubique = peste tot) este o proteină alcătuită din 76 de aminoacizi, cu masă moleculară relativă de 8,5 kDa, foarte stabilă, prezentă în toate celulele organismelor eucariote, în stare liberă sau legată covalent de alte proteine celulare, cu rol în reglarea procesului de degradare a proteinelor. Prin legarea covalentă a ubicuitinei cu lizina dintr-o moleculă de proteină, aceasta este marcată pentru distrucția proteolitică rapidă în proteazomi. Frecvența degradării proteinelor variază, iar proteinele anormale sunt recunoscute și degradate mai rapid. Legarea ubicuitinei de proteinele uzate sau anormale este numită ubicuitinare (en. ubiquitination) sau ubicuitinilare (en. ubiquitinylation). Enzimele deubicuitinante (en. deubiquitinating enzymes), numite și deubicuitinaze (en. deubiquitinases), este un grup mare și eterogen de proteaze care scindează lanțurile de poliubicuitină din proteinele conjugate (legate) cu ubicuitina sau generează monomeri de ubicuitină din lanțurile de poliubicuitină. Aceste enzime pot juca un rol reglator în procesele legate de ubicuitinarea proteinelor.